# The View
The View (c англ. «Взгляд», «Точка зрения») — американское дневное ток-шоу, созданное Барбарой Уолтерс и выходящее на телеканале ABC с 11 августа 1997 года по настоящее время.
The View задумывалось как развлекательное дневное шоу, в котором ансамбль женщин-ведущих разговаривает на разные темы: от светских новостей до политических проблем. В каждом выпуске также появляются приглашенные звездные гости.
В 2003 году проект выиграл премию «Эмми» в категории «Лучшее ток-шоу». Кроме того, The View стал заметен в массовой культуре. Проект был неоднократно спародирован в «Saturday Night Live», «The Simpsons» и многих других телешоу.